# Madalena de Canossa
Maddalena Gabriella dei marchesi di Canossa (Verona, 1 de Março de 1774 – Verona, 10 de Abril de 1835) foi uma nobre italiana, canonizada pelo papa João Paulo II, em 1988, fundadora da Congregação das Filhas e dos Filhos da Caridade (em latim Congregatio Filiorum a Caritate).